# Tich
"Tich" (Rachel Furner) é uma cantora e compositora britânica e nasceu a 1 de Julho de 1993.
Inicialmente, atuava utilizando o seu nome verdadeiro 'Rachel Furner' e tinha contrato com a Mercury Records no Reino Unido. Depois de atuar em alguns eventos, como iTunes Festival e lançado até alguns singles, foi decidido que a abordagem atual não estava a resultar. [carece de fontes?]
Assim, dois anos mais tarde surgiu "Tich" que sob a sua nova forma lançou um EP (extended play) intitulado de Candelight, estando disponível a partir de 20 de Dezembro de 2012. Tich assinou de seguida um contrato com AATW e começou a trabalhar no seu album de estreia.
Lançou o seu primeiro single "Dumb" a 12 de Maio de 2013 e alcançou a posição 23 no UK Singles Chart. "Obsession" foi o seu segundo single que saiu a 19 de Agosto de 2013. Ainda a 8 de Dezembro desse ano foi lançado um segundo EP Candlelight II.
De salientar que também tem conseguido alguma popularidade no seu canal de Youtube, Iamtichmusic, que à data de 1 de Janeiro de 2014 tinha alcançado por volta de 3.9 milhões de visualizações e cerca de 45 mil inscritos.

## Anos iniciais
Rachel cresceu em Northampton com a sua irmã Kat, e com seis anos começou a aprender a tocar piano. Com cerca de 10 anos, começou a compor algumas músicas e a atuar, com a ajuda dos seus pais, o que lhe permitiu ganhar alguma experiência.
Antes de se mudar para Londres com apenas 16 anos, frequentou ainda o Northampton High School.

## Carreira
Tich esteve em tour com Paolo Nutini, Pixie Lott, Justin Bieber, JLS, Olly Murs e James Arthur. Também atuou em alguns dos mais importantes festivais do Reino Unido como, Glastonbury, T in the Park, Oxegen Festival, Osfest e V Festival.
No início de 2013 também esteve em tour com Olly Murs e chegou a atuar em The Buttermarket (Shrewsbury), tanto em conjunto com Loveable Rogues, Union J, como cabeça de cartaz na sua noite exclusiva.

### 2012–atualmente
Depois de começar a usar o seu nome artístico "Tich", ganhou notoriedade quando lançou o seu EP Candlelight, em 2012. No ano seguinte, assinou um contrato com a AATW e começou a trabalhar no seu primeiro álbum, em que teve assistência de Nick Jonas, entre outros. Primeiro lançou o seu single de estreia "Dumb" e ainda em 2013 lançou o seu segundo single "Obesession".
Foi comunicado que em Outubro teria a sua própria tour a solo.
De seguida, foi disponibilizado o seu segundo EP Candlelight II a 6 de Dezembro desse mesmo ano.
Já em 2014, foi lançado o single "Breathe in, Breathe out", que foi escrito em parceria com Nick Jonas.